# Sølvbryum
Sølvbryum (Bryum argenteum), ofte skrevet sølv-bryum, er et hårdfør og temmelig almindeligt mos, især i bebyggede områder. Mosset danner lave, tætte, hvidliggrønne eller sølvglinsende tuer. Det videnskabelige artsnavn argenteum betyder 'sølvfarvet'.
Sølvbryum har op til 2 cm høje, trinde og oprette skud, der bærer tæt taglagte, hule, ægformede og kun ca 0,6 mm lange blade med en svag ribbe og uden randsøm. Arten har en særlig tilpasning rettet mod udtørring, idet bladenes yderste celler dør og derved danner et isolerende lag. Det er disse luftfyldte celler, der bryder lyset og giver mosset dets sølvfarvede fremtoning. De rødbrune, hængende og ægformede sporehuse findes hist og her og modnes om efteråret.
Det har vist sig, at man kan dokumentere de årlige ændringer i ozonlagets tykkelse over Antarktis ud fra indholdet af flavonoider i herbariemateriale af mosset.
Sølvbryum er sammen med alm. firling (Sagina procumbens) karakterart for plantesamfundet Bryo-Saginetum procumbentis inden for plantesociologien.
Sølvbryum er udbredt over hele den nordlige halvkugle lige fra lavlandet og op til snegrænsen.
|             |
| Foto: Abalg |

|                       |
| Foto: Kristian Peters |